# Rouvray-Catillon
Rouvray-Catillon és un municipi francès situat al departament del Sena Marítim i a la regió de Normandia. L'any 2007 tenia 181 habitants.

## Demografia

### Població
El 2007 la població de fet de Rouvray-Catillon era de 181 persones. Hi havia 72 famílies de les quals 16 eren unipersonals (4 homes vivint sols i 12 dones vivint soles), 28 parelles sense fills i 28 parelles amb fills.
La població ha evolucionat segons el següent gràfic:
Habitants censats

### Habitatges
El 2007 hi havia 103 habitatges, 75 eren l'habitatge principal de la família, 18 eren segones residències i 10 estaven desocupats. 95 eren cases i 8 eren apartaments. Dels 75 habitatges principals, 55 estaven ocupats pels seus propietaris i 20 estaven llogats i ocupats pels llogaters; 8 tenien dues cambres, 6 en tenien tres, 18 en tenien quatre i 43 en tenien cinc o més. 58 habitatges disposaven pel capbaix d'una plaça de pàrquing. A 31 habitatges hi havia un automòbil i a 40 n'hi havia dos o més.

### Piràmide de població
La piràmide de població per edats i sexe el 2009 era:
| Homes | Edats   | Dones |
| ----- | ------- | ----- |
| 0     | 95 o +  | 0     |
| 0     | 90 a 94 | 0     |
| 0     | 85 a 89 | 4     |
| 8     | 80 a 84 | 4     |
| 4     | 75 a 79 | 4     |
| 0     | 70 a 74 | 8     |
| 4     | 65 a 69 | 4     |
| 8     | 60 a 64 | 4     |
| 0     | 55 a 59 | 4     |
| 8     | 50 a 54 | 4     |
| 8     | 45 a 49 | 8     |
| 4     | 40 a 44 | 4     |
| 8     | 35 a 39 | 4     |
| 8     | 30 a 34 | 8     |
| 8     | 25 a 29 | 8     |
| 8     | 20 a 24 | 4     |
| 16    | 15 a 19 | 4     |
| 8     | 10 a 14 | 4     |
| 4     | 5 a 9   | 0     |
| 8     | 0 a 4   | 8     |

## Economia
El 2007 la població en edat de treballar era de 123 persones, 98 eren actives i 25 eren inactives. De les 98 persones actives 95 estaven ocupades (56 homes i 39 dones) i 3 estaven aturades (1 home i 2 dones). De les 25 persones inactives 9 estaven jubilades, 9 estaven estudiant i 7 estaven classificades com a «altres inactius».

### Ingressos
El 2009 a Rouvray-Catillon hi havia 81 unitats fiscals que integraven 203 persones, la mediana anual d'ingressos fiscals per persona era de 18.584 €.

### Activitats econòmiques
Dels 7 establiments que hi havia el 2007, 1 era d'una empresa de fabricació d'altres productes industrials, 2 d'empreses de construcció, 1 d'una empresa de comerç i reparació d'automòbils, 1 d'una empresa d'informació i comunicació, 1 d'una empresa immobiliària i 1 d'una empresa de serveis.
Dels 2 establiments de servei als particulars que hi havia el 2009, 1 era un electricista i 1 empresa de construcció.
L'únic establiment comercial que hi havia el 2009 era una floristeria.
L'any 2000 a Rouvray-Catillon hi havia 18 explotacions agrícoles que ocupaven un total de 963 hectàrees.

## Poblacions més properes
El següent diagrama mostra les poblacions més properes.